# Christa Campbell
Christa Campbell (Grand Junction, 7 december 1972) is een Amerikaans actrice. Haar carrière begon met rollen in soft-erotische producties voor de videomarkt, gevolgd door kleine bijrollen in met name actie- en horrorproducties en enkele wat grotere rollen in kleinschalige films.
Campbell was onder meer verschillende keren te zien naast Cuba Gooding jr.. Samen met hem speelde ze in End Game (in een bijrol), Hero Wanted (als Kayla McQueen, een van de hoofdpersonages) en Lies & Illusions (als Nicole Williams, een van de hoofdpersonages). In verschillende televisieseries had Campbell eenmalige gastrollen, bijvoorbeeld in All That, Unhappily Ever After, Sabrina, the Teenage Witch en Leverage.

## Filmografie
*Exclusief televisiefilms
| - Citrus Springs (2016) - A Perfect Vacation (2015) - Autómata (2014) - Seed 2 (2014) - Homefront (2013) - The Big Wedding (2013) - Spiders 3D (2013) - Straight A's (2013) - The Iceman (2012) - Hyenas (2011) - Drive Angry (2011) - The Mechanic (2011) - Lies & Illusions (2009) - Labor Pains (2009) - Ligeia (2009) - Finding Bliss (2009) - Gurdian (2009) - Day of the Dead (2008) - Hero Wanted (2008) - Blonde Ambition (2007) - Showdown at Area 51 (2007) - Hallows Point (2007) | - Revamped (2007) - Cleaner (2007) - The Wicker Man (2006) - Relative Strangers (2006) - Lonely Hearts (2006) - End Game (2006) - Death by Engagement (2005) - Mozart and the Whale (2005) - 2001 Maniacs (2005) - Mansquito (2005) - The Drone Virus (2004) - Malibu's Most Wanted (2003) - The New Guy (2002) - Looking for Bobby D (2001) - The Crew (2000) - Red Letters (2000) - Erotic Confessions: Volume 11 (1999) - Erotic Confessions: Volume 1 (1996) - Erotic Confessions: Volume 6 (1996) - Erotic Confessions: Volume 3 (1996) - Erotic Landscapes (1994) |

- Biblioteca Nacional de España: XX5026767
- Bibliothèque nationale de France: cb16696428t (data)
- Gemeinsame Normdatei: 1062363698
- International Standard Name Identifier: 0000 0001 0850 2169
- Library of Congress Control Number: no2016122700
- Virtual International Authority File: 161027368
- WorldCat: E39PBJjT3rRddHwxjv9mgfgqcP